# Krzysztof Górski (astronom)
Krzysztof Marian Górski (ur. 17 stycznia 1957 w Działdowie) – polski astronom, zajmujący się kosmologią, profesor doktor habilitowany. Uczestnik zespołu badawczego misji satelity Planck.

## Życiorys
W 1980 ukończył studia astronomiczne na Uniwersytecie Mikołaja Kopernika w Toruniu, w latach 1980–1984 odbył studia doktoranckie na Uniwersytecie Warszawskim. W latach 1984–1986 pracował w Centrum Astronomicznym im. Mikołaja Kopernika Polskiej Akademii Nauk. Od 1986 do 1989 przebywał na stypendium na Uniwersytecie Kalifornijskim w Berkeley. W 1987 uzyskał na Uniwersytecie Warszawskim stopień doktora nauk fizycznych. W latach 1989–1991 był stypendystą Los Alamos National Laboratory, w 1991 pracował jako visiting research fellow na Uniwersytecie w Princeton i w Institute for Advanced Study, od października 1991 do lutego 1992 jako visiting scholar na Wydziale Astronomii i Astrofizyki Uniwersytetu Chicagowskiego. Od marca 1991 do stycznia 1993 uczestniczył w jako konsultant w projekcie COBE.
Od marca 1992 do października 1992 pracował w Centre national de la recherche scientifique, od października 1992 do stycznia 1993 w Instytucie Fizyki Teoretycznej Yukawy na Uniwersytecie w Kyoto. Od lutego 1993 do czerwca 1996 był zatrudniony w Centrum Lotów Kosmicznych imienia Roberta H. Goddarda, najpierw w programie Universities Space Research Association, następnie w projekcie z Raytheon STX.
Od czerwca 1996 do sierpnia 1999 pracował w Centrum Astrofizyki Teoretycznej w Kopenhadze. W tym okresie stworzył pierwszą wersję algorytmu HEALpix. Od października 1997 uczestniczył w misji satelity Planck. W grudniu 1997 Wydział Fizyki Uniwersytetu Warszawskiego nadał mu stopień doktora habilitowanego na podstawie pracy  „Wielkoskalowa struktura Wszechświata w pomiarach pola prędkości galaktyk i anizotropii kosmicznego promieniowania tła”. Od sierpnia 1999 do grudnia 2002 pracował w centrali Europejskiego Obserwatorium Południowego w Garching bei München. Od 2003 jest zatrudniony w Jet Propulsion Laboratory, California Institute of Technology (CalTech). W tym samym roku otrzymał tytuł profesora nauk fizycznych. Jest także pracownikiem Obserwatorium Astronomicznego Uniwersytetu Warszawskiego.
Jako członek zespołu naukowego misji satelity Planck był laureatem zespołowych nagród NASA za 2010, 2011 i 2014 oraz Gruber Cosmology Prize (2018). W 2011 otrzymał NASA Exceptional Achievement Medal, w 2019 NASA Exceptional Technology Achievement Medal. W 2020 otrzymał nagrodę Fundacji na rzecz Nauki Polskiej w obszarze nauk matematyczno-fizycznych i inżynierskich za opracowanie i wdrożenie metodologii analizy map promieniowania reliktowego, kluczowych dla poznania wczesnych etapów ewolucji Wszechświata.
19 lutego 2023 został powołany na stanowisko sekretarza generalnego Akademii Kopernikańskiej.
W swojej pracy naukowej zajmuje się kosmologią obserwacyjną, wielkoskalową strukturą Wszechświata i mechanizmem powstawania galaktyk. Zajmuje się badaniami mikrofalowego promieniowania tła (CMB).

## Odznaczenia i wyróżnienia
- Srebrny Medal „Zasłużony dla Nauki Polskiej Sapientia et Veritas” (2023)[9]